# Sophie Herbrecht
Sophie Herbrecht (ur. 13 lutego 1982 w Miluzie) – francuska piłkarka ręczna, reprezentantka kraju. Obecnie występuje we francuskim Issy les Moulineaux. Gra na pozycji środkowej rozgrywającej. W 2003 roku wraz z reprezentacją zdobyła złoty medal Mistrzostw Świata, rozgrywanych w Chorwacji.

## Kluby
- 1998-2004  ES Besançon
- 2004-2006  Le Havre Handball
- 2006-  Issy les Moulineaux

## Sukcesy

### Klubowe
Puchar EHF
- ,  (2003)

Mistrzostwo Francji
- (1998, 2001, 2003)
- (2006)

Puchar Francji
- ,  (2001, 2002, 2003)

Puchar Ligi Francuskiej
- ,  (2003, 2004)

### Reprezentacja
Mistrzostwa Świata
- (2003)

Mistrzostwa Europy
- (2002, 2006)